# Tyler Bryant & The Shakedown

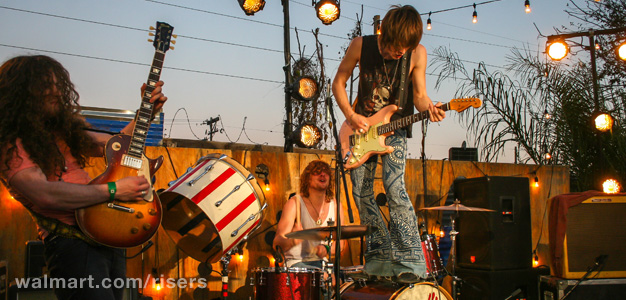
Tyler Bryant en Austin.

Tyler Bryant & The Shakedown es un grupo de rock originario de Nashville (Estados Unidos) fundado en 2009.

## Historia

### Fundación
Tyler Bryant, oriundo de Hoey Grove (Texas) llega a Nashville a los 17 años donde conoce al baterista Caleb Crosby. Tras una semana, forman The Shakedown y empiezan a tocar con el bajista Calvin Webster. Bryant conoce después al guitarrista Graham Whitford (hijo de Brad Whitford de Aerosmith) que se une al grupo. Noah Denney remplaza al bajista Calvin Webster para dar lugar al line-up actual.

### Actividad
El grupo saca su primer álbum, Wild Child, en enero de 2013. El disco es grabado en analógico por el productor Vance Powell (Jack White, Beck, Seasick Steve).
En noviembre de 2015, el grupo saca un EP, The Wayside.
Tyler Bryant & The Shakedown telonean para AC/DC, Aerosmith, B.B. King, Eric Clapton, Jeff Beck y ZZ Top. Dan numerosos conciertos en el circuito de los clubes de rock y blues. El grupo telonea para Guns N' Roses en 2016 y 2017 durante la gira Not in This Lifetime.

## Miembros
- Tyler Bryant – voz, guitarra
- Caleb Crosby – batería
- Noah Denney – bajo, coros
- Graham Whitford – guitarra

### Antiguos miembros
- Calvin Webster – bajo